# Hans-Jürgen Lüsebrink
Hans-Jürgen Lüsebrink (* 22. April 1952) ist ein deutscher Romanist und Historiker.
Er studierte von 1971 bis 1977 Romanistik (Französisch, Spanisch, Italienisch), Geschichte, Germanistik und vergleichende Literaturwissenschaften an den Universitäten Mainz und Tours. Danach absolvierte er von 1977 bis 1979 ein Promotionsstudium der Geschichtswissenschaft („Histoire des Mentalités, des Cultures et de l’Education“ – Mentalitäts- und Kulturgeschichte) an der Ecole des Hautes Etudes en Sciences Sociales in Paris. Es folgte die Vorbereitung der Promotion mit einem Promotionsstipendium der Studienstiftung des Deutschen Volkes. 1974 erwarb er die Licence ès Lettres Modernes an der Universität Tours. 1977 folgte das Erste Staatsexamen in Französisch und Geschichte an der Universität Mainz. 1981 erfolgte die Promotion in Romanischer Philologie an der Universität Bayreuth mit der Arbeit Kriminalität und Literatur im Frankreich des 18. Jahrhunderts. 1984 absolvierte er die Promotion in Geschichte an der Ecole des Hautes Etudes en Sciences Sociales. 1987 habilitierte er sich in Romanischer Philologie an der Universität Bayreuth mit der Untersuchung Schrift, Buch und Lektüre in der französischsprachigen Literatur Afrikas. Zur Wahrnehmung und Funktion von Schriftlichkeit und Buchlektüre in einem kulturellen Epochenumbruch der Neuzeit. 1973/74 war er Assistant d’Allemand am Lycée Dessaignes de Blois (Département du Loir-et-Cher). Von 1975 bis 1977 arbeitete er als Tutor für französische Literaturwissenschaft am Romanischen Seminar der Universität Mainz. Von 1979 bis 1982 war er Wissenschaftlicher Mitarbeiter am Lehrstuhl für Romanistik und vergleichende Literaturwissenschaft der Universität Bayreuth und von 1982 bis 1988 Akademischer Rat auf Zeit an der Universität Bayreuth. Seit Mai 1988 war er Professor (C 3) für Romanische Literaturwissenschaft und Landeskunde an der Universität Passau. Von Oktober 1993 bis März 2018 war er Professor an der Universität des Saarlandes und Inhaber des Lehrstuhls für Romanische Kulturwissenschaft und Interkulturelle Kommunikation. Zwischen 1998 und 2002 war er Vizepräsident und dann Präsident der Deutschen Gesellschaft für die Erforschung des 18. Jahrhunderts. Seit 1. April 2018 ist er Seniorprofessor für Romanische Kulturwissenschaft und Interkulturelle Kommunikation an der Universität des Saarlandes.

## Schriften (Auswahl)
- Hans-Jürgen Lüsebrink: Kriminalität und Literatur im Frankreich des 18. Jahrhunderts. Literarische Formen, soziale Funktionen und Wissenskonstituenten von Kriminalitätsdarstellungen im Zeitalter der Aufklärung. München/Wien 1983.
- Hans-Jürgen Lüsebrink: Schrift, Buch und Lektüre in der französischsprachigen Literatur Afrikas. Zur Wahrnehmung und Funktion von Schriftlichkeit und Buchlektüre in einem kulturellen Epochenumbruch der Neuzeit. Tübingen 1990.
- Hans-Jürgen Lüsebrink, Rolf Reichardt: Die Bastille. Zur Symbolgeschichte von Herrschaft und Freiheit. Frankfurt am Main 1990.
- Isaac Bazié, Hans-Jürgen Lüsebrink (Hrsg.): Violences postcoloniales. Représentations littéraires et perceptions médiatiques. Berlin, Münster 2011.
- Michel Grunewald, Hans-Jürgen Lüsebrink, Reiner Marcowitz, Uwe Puschner (Hrsg.): France-Allemagne au XXe siecle. La production de savoir sur l’Autre. Vol. I: Questions méthodologiques et épistémologiques. Deutschland und Frankreich im 20. Jahrhundert. Akademische Wissensproduktion über das andere Land. Bd 1: Methodische und epistemologische Probleme. Bern 2011.
- Albert Gouaffo, Lutz Götze, Hans-Jürgen Lüsebrink (Hrsg.): Discours topographiques et constructions identitaires en Afrique et en Europe. Approches interdisciplinaires. Topographische Diskurse und identitäre Konstruktionen in Afrika und Europa. Interdisziplinäre Annäherungen. Würzburg 2012.
- Hans-Jürgen Lüsebrink, Joachim Mohr, Christoph Vatter (Hrsg.): Interkulturelles Lernen im interregionalen Schüleraustausch zwischen Deutschland und Frankreich. Evaluationsergebnisse und didaktische Materialien des COMENIUS-Regio-Projektes ILIS. St. Ingbert 2011.
- Andrew Brown, Cecil Patrick Courtney, Georges Dulac, Hans-Jürgen Lüsebrink, Anthony Strugnell (Hrsg.): Guillaume-Thomas Raynal. Histoire philosophique et politique des établissements et du commerce des Européens dans les deux Indes. Édition critique. Ferney-Voltaire 2010.
- Gabriele B. Clemens, Jean El Gammal, Hans-Jürgen Lüsebrink (Hrsg.): Städtischer Raum im Wandel. Modernität – Mobilität – Repräsentationen. Espaces urbains en mutation. Modernités – mobilités – représentations. Berlin 2011.
- Isaac Bazié, Hans-Jürgen Lüsebrink (Hrsg.): Violences postcoloniales. Représentations littéraires et perceptions médiatiques. Münster 2011.
- Michèle Garneau, Hans-Jürgen Lüsebrink, Walter Moser (Hrsg.): Enjeux interculturels des médias. Altérités, transferts et violences. Ottawa 2011.
- Hans-Jürgen Lüsebrink: Interkulturelle Kommunikation. Interaktion – Fremdwahrnehmung – Kulturtransfer. Stuttgart 2012.
- Hans-Jürgen Lüsebrink, York-Gothart Mix (Hrsg.): Französische Almanachkultur im deutschen Sprachraum (1700–1815). Gattungsstrukturen, komparatistische Aspekte, Diskursformen. Göttingen 2013.
- Valérie Deshoulières, Hans-Jürgen Lüsebrink, Christoph Vatter (Hrsg.): Europa zwischen Text und Ort/Interkulturalität in Kriegszeiten (1914–1954). L’Europe entre Texte et Lieu/Interculturalités en temps de guerre (1914–1954). Bielefeld 2013.
- Hans-Jürgen Lüsebrink, Christoph Vatter (Hrsg.): Multiculturalisme et diversité culturelle dans les médias au Canada et au Québec. Würzburg 2013.
- Hans-Jürgen Lüsebrink, Joachim Mohr, Christoph Vatter (Hrsg.): Praktikum / stage. Interkulturelle Herausforderungen, praktische Umsetzung und didaktische Begleitung von schulischen Praktika im Partnerland. Ergebnisse und didaktische Materialien des COMENIUS-Regio-Projekts NEWAP. Sankt Ingbert 2013.
- Hans-Jürgen Lüsebrink, Manfred Schmeling, Christiane Solte-Gresser (Hrsg.): Zwischen Transfer und Vergleich. Theorien und Methoden der Literatur- und Kulturbeziehungen aus deutsch-französischer Perspektive. Stuttgart 2013.
- Hans-Jürgen Lüsebrink: Einführung in die Landeskunde Frankreichs. Wirtschaft – Gesellschaft – Staat – Kultur – Mentalitäten. 3., akt. und erw. Neuauflage. Stuttgart 2011.
- Michel Grunewald, Hans-Jürgen Lüsebrink, Reiner Marcowitz, Uwe Puschner (Hrsg.): France-Allemagne au XXe siècle – La production de savoir sur l'Autre. Les institutions (Vol. 3) / Deutschland und Frankreich im 20. Jahrhundert – Akademische Wissensproduktion über das andere Land. Die Institutionen. (Bd. 3). Bern 2013.
- Hans-Jürgen Lüsebrink: „Le livre aimé du peuple“. Les almanachs québécois de 1777 à nos jours. Laval 2014.
- Hans-Jürgen Lüsebrink: Guillaume Raynal/Denis Diderot – Die Geschichte beider Indien. Berlin 2014.
- Hans-Jürgen Lüsebrink (Hrsg.): Régionalismes littéraires et artistiques comparés. Québec/Canada – Europe. Nancy 2014.
- Marc André Bernier, Clorinda Donato, Hans-Jürgen Lüsebrink: Jesuit Accounts of the Colonial Americas. Intercultural Transfers, Intellectual Disputes, and Textualities. Toronto 2014.
- Michel Grunewald, Hans-Jürgen Lüsebrink, Reiner Marcowitz, Uwe Puschner (Hrsg.): France-Allemagne au XXE siècle – la production de savoir sur l'autre (vol. 4). Deutschland und Frankreich im 20. Jahrhundert – Akademische Wissensproduktion über das andere Land (Bd. 4). Bern 2014.
- Hans-Jürgen Lüsebrink, Sylvère Mbondobari (Hrsg.): Villes coloniales/Métropoles postcoloniales. Représentations littéraires, images médiatiques et regards croisés. Tübingen 2015.
- Aurélien Boivin, Hans-Jürgen Lüsebrink, Jacques Walter (Hrsg.): Régionalismes littéraires et artistiques comparés. Québec/Canada – Europe. Nancy 2014.
- Ursula Lehmkuhl, Hans-Jürgen Lüsebrink, Laurent McFalls (Hrsg.): Of ‘Contact Zones’ and ‘Liminal Spaces’. Mapping the Everyday Life of Cultural Translation. Münster/New York 2015.
- Dieter Filsinger, Hans-Jürgen Lüsebrink, Luitpold Rampeltshammer (Hrsg.): Interregionale Gewerkschaftsräte. Historische, sozialwissenschaftliche und interkulturelle Analysen. Baden-Baden 2015.
- Michel Espagne, Hans-Jürgen Lüsebrink (Hrsg.): Transferts de savoirs sur l’Afrique. Paris 2015.
- Mechthild Gilzmer, Hans-Jürgen Lüsebrink, Christoph Vatter (Hrsg.): 50 Jahre Elysée-Vertrag (1963–2013) / Les 50 ans du Traité de l’Elysée (1963–2013). Traditionen, Herausforderungen, Perspektiven / Traditions, défis, perspectives. Bielefeld 2014.
- Ursula Lehmkuhl, Hans-Jürgen Lüsebrink, Laurent McFalls (Hrsg.): Spaces of Difference. Conflicts and Cohabitation. Münster/New York 2016.
- Hans-Jürgen Lüsebrink, Claudia Polzin-Haumann, Christoph Vatter (Hrsg.): „Alles Frankreich oder was?“ Die saarländische Frankreichstrategie im europäischen Kontext / « La France à toutes les sauces? » La ‘Stratégie France’ de la Sarre dans le contexte européen. Interdisziplinäre Zugänge und kritische Perspektiven / Approches interdisciplinaires et perspectives critiques. Bielefeld 2017.
- Hans-Jürgen Lüsebrink, Henning Madry, Julia Pröll (Hrsg.): Médecins-écrivains français et francophones. Imaginaires – poétiques – perspectives interculturelles et transdisciplinaires. Würzburg 2018.
- Ibrahima Diagne, Hans-Jürgen Lüsebrink (Hrsg.): L’intertextualité dans les littératures sénégalaises. Réseaux, réécritures, palimsestes. Paris 2019.
- Hans-Jürgen Lüsebrink, Sarga Moussa (Hrsg.): Dialogues interculturels à l’époque coloniale et postcoloniale. Représentations littéraires et culturelles. Orient, Maghreb et Afrique occidentale (de 1830 à nos jours). Paris 2019.
- Andrew Brown, Hans-Jürgen Lüsebrink (Hrsg.): Guillaume-Thomas Raynal. Histoire philosophique et politique des établissements et du commerce des Européens dans les deux Indes. Édition critique. Paris 2018.
- Hans-Jürgen Lüsebrink: L’Adresse à l’Assemblée Nationale (31 mai 1791) de Guillaume-Thomas Raynal. Positions, polémiques, répercussions. Paris 2017.
- Hans-Jürgen Lüsebrink, Luitpold Rampeltshammer (Hrsg.): Staat, Wirtschaft und Arbeitsbeziehungen in Deutschland und Frankreich. Vergleichende Perspektiven im europäischen und globalen Kontext. État, économie et relations de travail en France et en Allemagne. Perspectives comparatistes dans le contexte européen et global. Saarbrücken 2020.
- Susanne Greilich, Hans-Jürgen Lüsebrink (Hrsg.): Écrire l’encyclopédisme, du XVIIIe siècle à nos jours. Paris 2020.
- Ibrahima Diagne, Hans-Jürgen Lüsebrink (Hrsg.): Cultures médiatiques et intermédialité dans les littératures sénégalaises. Enjeux culturels et écritures littéraires, de l’époque coloniale à la postmodernité. Paris 2020.
- Hans-Jürgen Lüsebrink, Jean-Marc Narbonne, Heinrich Schlange-Schöningen (Hrsg.): Foucault. Repenser les rapports entre les Grecs et les Modernes. Laval 2020.
- Susanne Greilich, Hans-Jürgen Lüsebrink (Hrsg.): Traduire l’encyclopédisme. Appropriations transnationales et pratiques de traduction de dictionnaires encyclopédiques au Siècle des Lumières (1680–1800). Würzburg 2024.